# Небаби
Небаби — козацько-старшинський, згодом — дворянський рід міщанського походження, що бере початок від Мартина Небаби, воєначальника Богдана Хмельницького. Його сини — Михайло Мартинович (? — не раніше 1668) — стародубський полковник (1666–67); Андрій Мартинович (? — до 1709) — шаповалівський сотник (1700–09). Інші представники роду посідали уряди значкових товаришів і військових товаришів. Від онуків родозасновника відокремились 3 гілки роду: Небаби-Охримовські, Небаби-Кошеві, Небаби-Купрієвичі. Від останніх походить Дмитро Васильович молодший Небаба (1806—1841) — відомий журналіст, автор статей з питань садівництва, співредактор О. Герцена у «Владимирских губернских ведомостях».
Рід внесений до 2-ї та 3-ї частин Родовідної книги Чернігівської губернії.